# 豊岡市立日高西中学校
豊岡市立日高西中学校（とよおかしりつ ひだかにしちゅうがっこう）は、兵庫県豊岡市日高町にある公立中学校。
地元では「西中」「西中学校」と呼ばれる。

## 沿革
- 1965年（昭和40年）4月1日 - 日高町内中学校の統合により日高町立日高西中学校開校[1]。
- 2005年（平成17年）4月1日 - 市町村合併により、豊岡市立日高西中学校と改称。

## 学区
- 豊岡市立清滝小学校
- 豊岡市立三方小学校

## 部活動
- 野球部
- 卓球部
- 女子バレーボール部
- 剣道部

- 吹奏楽部

## 年間行事
4月
- 始業式
- 入学式

5月
- 修学旅行(3年)
- 中間考査

6月
- トライやる・ウィーク(2年生)
- 期末考査

7月
- 終業式

9月
- 始業式
- 体育祭
- わくわくオーケストラ（1年生）
- ロードレース（校内マラソン）
- 写生会

10月
- 中間考査

11月
- 文化祭
- 期末考査

12月
- 終業式

1月
- 始業式

2月
- スキー教室（西気校区の神鍋高原のスキー場を利用）
- 期末考査(3年生は受験のため1.2年より少し早い)

3月
- 卒業式
- 公立高校一般入試
- 修了式

## 学区が隣接している学校
- 豊岡市立日高東中学校
- 豊岡市立竹野中学校
- 香美町立村岡中学校
- 養父市立八鹿青渓中学校